# Castleknock
Castleknock (en gaèlic irlandès Caisleán Cnucha, que vol dir "castell de Cnucha") és un barri de Dublín, al comtat de Fingal, a la província de Leinster, a 8 kilòmetres a l'oest de Dublín. Castleknock també és una parròquia civil amb 22 townlands.

## Localització i accés

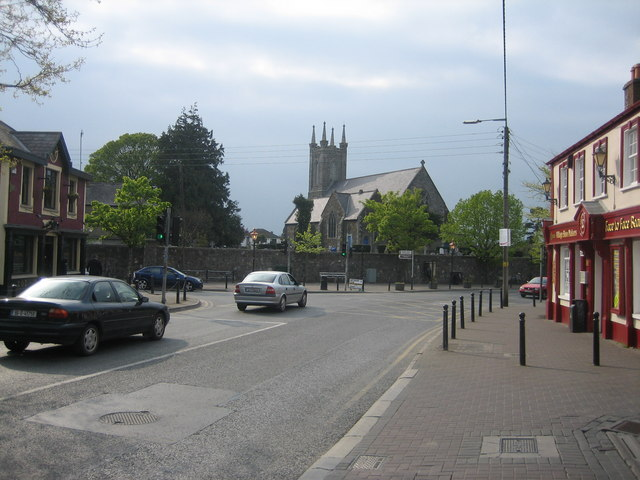
Vila de Castleknock en la cruïlla de Castleknock Road i College Road

La vila es troba just al costat de l'autovia M50, rodejada a l'oest pel sburbi de Blanchardstown, a l'est per Phoenix Park, al nord per Dunsink i al sud per la vila de Chapelizod a la vall del Liffey valley. La carretera N3 a Navan també cobreix l'àrea. D'est a oest és travessat pel Canal Reial d'Irlanda i la línia de ferrocarril Dublín-Sligo.

## Història
El nom que dona origen a la localitat, Cnucha, està lligar a l'heroi gaèlic llegendari Conn de les Cent Batalles.
La Baronia de Castleknock va ser originalment un senyoriu feudal creat al segle xii per la família Tyrell; va passar per herència a la família Burnell. Hugh Tyrrel, primer baró de Castleknock va donar terres de la baronia a Kilmainham als Cavallers de Sant Joan que continuen en l'àrea avui en forma de St John Ambulance. Més tard la baronia fou dividida en nou parròquies civils:
| Nom en irlandès     | Nom en anglès |
| ------------------- | ------------- |
| An Barda            | Ward          |
| Caisleán Cnucha     | Castleknock   |
| Clochrán            | Cloghran      |
| Cluain Saileach     | Clonsilla     |
| Fionnghlas          | Finglas       |
| Mullach Eadrad      | Mulhuddart    |
| Paróiste San Iúd    | St. Jude's    |
| Paróiste San Séamas | St. James's   |
| Séipéal Iosóid      | Chapelizod    |

En la parròquia civil de Castleknock hi ha 22 townlands:
| Nom en irlandès           | Nom en anglès                            |
| ------------------------- | ---------------------------------------- |
| Baile an Aba              | Abbotstown                               |
| Baile an Ásaigh           | Ashtown                                  |
| Baile an Chairpintéaraigh | Carpenterstown                           |
| Baile an Déanaigh         | Deanestown                               |
| Baile an Diosualaigh      | Diswellstown                             |
| Baile an Huntaigh         | Huntstown                                |
| Baile an Phóirtéaraigh    | Porterstown                              |
| Baile Bhlainséir          | Blanchardstown                           |
| Baile Mhistéil            | Mitchelstown                             |
| Baile Pheiléid            | Pelletstown                              |
| Baile Scriobail           | Scribblestown                            |
| Baile Sheáin              | Johnstown                                |
| An Chabrach               | Cabra(gh)                                |
| Caisleán Cnucha           | Castleknock (incl. part de Phoenix Park) |
| Ceapach                   | Cappoge or Cappagh                       |
| Cnoc na gCaorach          | Sheephill                                |
| An Chorr Dhubh            | Corduff                                  |
| Dún Sinche                | Dunsink                                  |
| Páirc Anna                | Annfield                                 |
| Snugborough               | Snugborough                              |
| Steach Gob                | Astagob                                  |

## Personatges il·lustres
- Colin Farrell
- Eamonn Coghlan, atleta olímpic i senador